# 2010년 동계 올림픽 알파인스키 여자 회전
2010년 동계 올림픽의 알파인 스키 여자 회전은 2010년 2월 26일부터 휘슬러에 있는 휘슬러-블랙콤에서 열린다.